# Tsiafajavona Ankaratra
Tsiafajavona Ankaratra is een plaats en commune in Madagaskar, behorend tot het district Ambatolampy dat gelegen is in de regio Vakinankaratra. De bevolking werd in 2001 geschat op ongeveer 15.000 inwoners. In de plaats is alleen lager onderwijs mogelijk. 97% van de bevolking werkt als landbouwer, 1% werkt in de industrie of de dienstensector en 1% houdt zich bezig met veeteelt. De belangrijkste landbouwproducten zijn rijst, aardappelen, bonen en mais.